# 롤리 핑거스

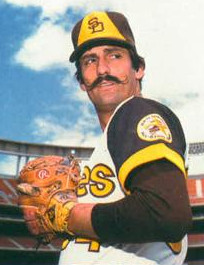
1978년 모습

롤리 핑거스(Rollie Fingers, 본명: 롤랜드 글렌 핑거스, Roland Glen Fingers, 1946년 8월 25일 ~ )는 1968년부터 1985년까지 3개 팀에서 뛰었던 미국의 전 메이저 리그 베이스볼 오른손 구원 투수이다. 그의 효율성은 야구 내에서 구원 투수의 가치를 재정의하고 현대 야구를 선도하는 데 도움이 되었다. 7차례 올스타에 선정된 그는 세이브 부문에서 메이저 리그 1위를 차지했으며 롤레이즈 구원 투수 상(Rolaids Relief Man of the Year)으로 4차례 선정되었다. 그는 1970년대 초반 오클랜드 애슬레틱스(Oakland Athletics) 챔피언십 팀의 일원으로 처음 명성을 얻었으며, 그의 화려한 핸들바 콧수염으로 인해 아마도 그를 The Mustache Gang의 가장 식별 가능한 멤버로 만들었고, 이로 인해 오클랜드는 뉴욕 양키스 팀이 아닌 3연속 월드시리즈 우승을 한 유일한 팀이 되었다. 핑거스는 개막전에서 승리를 거둔 후 1974년 월드 시리즈의 가장 가치 있는 선수로 선정되었으며 지난 3경기에서 세이브를 기록하여 타이틀을 확보했다.
핑거스는 1976년 시즌 이후 FA로 샌디에고 파드레스에 합류했고, 1977년 35세이브를 기록하며 메이저 리그 1위에 올랐고, 이듬해에는 37세이브를 기록하며 내셔널 리그(NL) 단일 시즌 기록을 세웠다. 1980년 시즌 이후 밀워키 브루어스로 트레이드된 그는 1981년 팀을 첫 플레이오프 출전으로 이끌었고, 스트라이크가 단축된 시즌에 28세이브를 기록하며 아메리칸 리그(AL) 최우수 선수상과 사이영상을 수상했다. 평균자책점(ERA)은 1.04에 불과해 78이닝 동안 단 9실점만 허용했다. 그는 또한 현재까지 팀의 유일한 출전인 1982년 월드 시리즈에 진출하도록 도왔다.
1980년 호이트 윌헬름의 메이저 리그 통산 세이브 기록을 넘어선 핑거스는 300세이브를 달성한 최초의 투수였으며 1985년 시즌 이후 341세이브를 기록하며 은퇴했다. 이는 1992년 제프 리어던(Jeff Reardon)을 넘어설 때까지 기록을 유지했다. 그는 프랜차이즈 기록을 세웠다. 1973년부터 1990년까지 육상 기록, 1977년부터 1997년까지 파드레스 기록, 1984년부터 1989년까지 브루어스 기록을 보유하며 그의 세 팀 모두의 통산 세이브를 기록했다. 그는 특히 2개 이상의 "긴 세이브"로 기억된다. 그는 여전히 135이닝의 기록을 보유하고 있다. 그의 경력이 끝날 무렵 그는 또한 통산 투구 경기(944), 구원 승리(107) 및 구원 이닝(1,505+2⁄3)에서 구원 삼진 2위(1,183개)를 달성하여 메이저 리그 역사상 3위에 올랐다. 그는 1980년부터 1989년까지 투구한 통산 게임에서 파드레스 프랜차이즈 기록을 보유했다. 그의 통산 방어율 2.90은 1930년 이후 최소 1,500이닝을 던진 투수 중 8위에 올랐다. 핑거스는 1992년 미국 야구 명예의 전당에 입성하여 그를 최고의 선수로 만들었다. 빌헬름에 이어 두 번째 구원투수가 선출되었다. 애틀레틱스(Athletics)와 브루어스(Brewers)는 입회식 이후 그의 등번호를 영구결번으로 지정했다.